# HD 73256 b
HD 73256 b ist ein Hot Jupiter, der den gelben Zwerg HD 73256 mit einer Umlaufperiode von rund 2,55 Tagen umkreist. Er wurde von Udry et al. mit Hilfe der Radialgeschwindigkeitsmethode entdeckt (Publikation 2003). Die Mindestmasse des Objekts beträgt 1,87 Jupitermassen. Die große Halbachse seiner Umlaufbahn misst ca. 0,037 Astronomische Einheiten bei einer Exzentrizität von 0,03.